# The Piano Guys
The Piano Guys (Os Rapazes do Piano) é um grupo musical americano composto por Jon Schmidt e Steven Sharp Nelson. Eles ficaram famosos através do YouTube, onde vêm postando vídeos de arranjos e misturas de músicas populares e clássicas, acompanhados de clipes de visual profissional. Seu primeiro álbum foi lançado em dezembro de 2011.

## História
O grupo teve início quando o pianista Jon Schmidt entrou na loja de Paul Anderson, em St. George, Utah, para perguntar se ele poderia praticar lá para um concerto. A partir daí, eles começaram a produzir alguns vídeos simples juntos. Em seguida, Jon trouxe para o grupo o violoncelista Steven Sharp Nelson, com quem ele já havia tocado antes, a partir daí começaram a produzir um vídeo por semana para o YouTube. Alguns dos seus vídeos alcançaram a marca de mais de um milhão de visualizações.
O time também é composto por Tel Stewart e Al Van Der Beek, que trabalham na produção das músicas e vídeos.

## Músicas
Jon toca o piano e Steven toca o violoncelo - ambos utilizando os tipos elétrico e clássico.
Em muitas músicas, eles gravam várias trilhas de áudio que são misturadas. Ocasionalmente, eles também sobrepõem os vídeos das diversas trilhas para dar a impressão que muitos músicos idênticos estão tocando ao mesmo tempo.
Alguns dos vídeos de maior sucesso do grupo no Youtube foram os seguintes.

### Michael Meets Mozart
Neste vídeo, Jon e Steven tocam uma mistura original de hip hop e música clássica, reconhecida pela variedade de sons produzidos. De acordo com a descrição, todos os efeitos sonoros foram criados por eles mesmos, utilizando somente os instrumentos que aparecem no vídeo (piano, violoncelo, percussão vocal e bumbo), chegando à gravação de mais de 100 trilhas para compor a versão final. Foi postado no Youtube em 17 de maio de 2011.

### The Cello Song
Este vídeo é um arranjo e adaptação original da primeira música da Suite para Violoncelo Solo (Prelúdio), de Johann Sebastian Bach, feito por Steven Sharp Nelson. Enquanto a música original continha apenas um solo de violoncelo, Steven a adaptou para 8 violoncelos, com a adição de material original. Foi postado no Youtube em 14 de junho de 2011. Na descrição, Steven explica que a música foi nomeada "The Cello Song" (A música do violoncelo) porque as pessoas sempre se referiam à música original de Bach dessa forma, já que ninguém conseguia lembrar o seu nome correto.

### Moonlight
Este vídeo mostra Steven Sharp Nelson tocando "Moonlight", uma música que ele compôs para o violoncelo elétrico inspirado pela Sonata ao Luar de Beethoven, além de parte da melodia da Sinfonia nº 7 (2º movimento) de Beethoven. Foi postado no Youtube em 14 de julho de 2011.

### Rock meets Rachmaninoff
Este vídeo mostra Jon Schmidt tocan uma versão moderna do Prelúdio em C-sustenido menor, de Sergei Rachmaninoff. Foi postado no Youtube em 25 de julho de 2011. De acordo com a descrição, Jon escreveu essa música quando seu filho começou sua primeira banda e pesquisou sobre música no Youtube. Há duas versões dessa música no Youtube. Ambas apresentam Jon Schmidt com uma banda composta por Chris Wormer, Joel Stevenett e Jake Bowen. Na versão original de Rachmaninoff, o volume de todos os instrumentos era balanceado. Na versão de Jon Schmidt, o piano soa muito mais alto que os demais instrumentos. O vídeo também mostra a partitura da música. Na partitura, o volume do piano aparece como 'Pretty dang loud' (algo como Muito alto).

### Cello Wars
Este vídeo é uma paródia da trilha sonora dos filmes Guerra nas Estrelas. Foi postado no Youtube em 2 de dezembro de 2011.
Steven representa tanto um Mestre Jedi quanto um Lorde Sith que juntam-se para fazer um duelo musical com violoncelos. O Jedi e o Sith, porém, lutam usando mais do que seus violoncelos: eles também usam a Força e Sabres de luz. Darth Vader também aparece no filme e, após uma disputa com o Jedi e o Sith, ele reaparece com um acordeão para tocar a música da cantina em Star Wars Episódio IV: Uma Nova Esperança. Chewbacca também aparece. No final do clipe, Darth Vader e Chewbacca são vistos dançando juntos.
Os seguintes temas de Guerra nas Estrelas, por John Williams, foram utilizados (em ordem de apresentação):
- A Marcha Imperial (tema de O Império Contra Ataca)
- Duelo dos Destinos (do Episódio 1)
- Que a Força Esteja com Você
- Tema Principal de Guerra nas Estrelas
- Banda da Cantina (do Episódio 4)

## Discografia
- Hits Volume 1 (2011)
- The Piano Guys (2012) - Billboard #44, Billboard Classical #1
- The Piano Guys 2 (2013) - Billboard #38, Billboard Classical #1
- A Family Christmas (2013) - Billboard #38, Billboard Classical #1
- The Piano Guys Wonders (2014)

## References
1. 1 2  «The Piano Guys - What's our Story?». Consultado em 8 de fevereiro de 2012. Arquivado do original em 17 de dezembro de 2011
2. 1 2 3 4 5 6 7  «Youtube feed of The Piano Guys». Youtube. Consultado em 8 de fevereiro de 2012